# Caja Rural de Navarra
Caja Rural de Navarra (en euskera, Rural Kutxa) es una entidad financiera con forma jurídica de Sociedad Cooperativa de Ahorro y Crédito, y sometida a la normativa bancaria y supervisión Europea y española. Fue fundada en el año 1910, estando sus orígenes ligados al sector primario, si bien actualmente ofrece servicios financieros de carácter universal a sus clientes. Está registrada en el Banco de España con el número de registro 3008. Forma parte de la Asociación Española de Cajas Rurales (AECR) y está integrada en la Unión Nacional de Cooperativas de Crédito (UNACC)
Caja Rural de Navarra pertenece al Grupo Caja Rural desde su origen en la década de los 90. Este Grupo surgió de la unión a nivel nacional de diferentes cajas cooperativas regionales que buscaban sinergias y economías de escalas. Este sistema de integración está basado en un modelo de banca federada que permite salvaguardar la autonomía e independencia de las Cajas Rurales que lo forman, sin tener que renunciar al requisito indispensable de operatividad bancaria y eficiencia empresarial, al tiempo que permite a las cajas superar las limitaciones derivadas de su dimensión individual y del ámbito geográfico de su actividad.
Recientemente, se ha rediseñado y evolucionado la marca digital del grupo, Ruralvía, la banca digital que comparten todas las entidades, entre ellas Caja Rural de Navarra.

## Órganos de administración
El máximo órgano de administración de esta entidad es su Consejo Rector compuesto por 15 miembros y presidido porIgnacio Terés Los Arcos.

## Actualidad
- Resultados. Caja Rural de Navarra obtuvo en 2017 un resultado de 86,8 millones de euros, lo que le supuso incrementar un 30,5% el resultado obtenido el año anterior. La casi totalidad de este beneficio (84,8 millones de euros) lo destinó a incrementar las Reservas, con lo que reforzó sus recursos propios y su capacidad de crecimiento.[4]

- Solvencia. La solvencia de Caja Rural de Navarra en términos de Capital Ordinario de nivel 1 (CET 1), que es el que refleja el nivel de recursos propios de primera categoría, es del 15,9%, lo que sitúa a esta entidad entre las más solventes del sector financiero español.[5]
- Morosidad. Su índice de morosidad al cierre del ejercicio 2017 era del 2,0%, muy inferior al 7,8% de la media del sector financiero en esa misma fecha.[6]

Está calificada por las agencias Fitch y Moody´s, siendo una de las cuatro entidades que, junto con Banco Santander, BBVA y Caixabank, ha mantenido a lo largo de los años el “grado de inversión” por ambas agencias.El rating de esta entidad a abril de 2018 era: Baa1 por Moody´s y BBB+ por Fitch, ambos con perspectiva estable.

## Oficinas y empleados
Caja Rural de Navarra cuenta con 250 oficinas repartidas territorialmente de la siguiente forma: 140 oficinas en Navarra, 37 en Guipúzcoa, 33 en Vizcaya, 16 en Álava y 24 en La Rioja. Al finalizar el año 2017, la Entidad contaba con 959 personas empleadas.

## Grupo Caja Rural
Este Grupo se articula principalmente a través de las siguientes entidades;
Asociación Española de Cajas Rurales
Sus órganos de gobierno son: La Asamblea General a la que acuden todas las Cajas del Grupo, y la Junta Directiva que se compone de un mínimo de 6 y un máximo de 12 miembros.
Banco Cooperativo Español S.A.

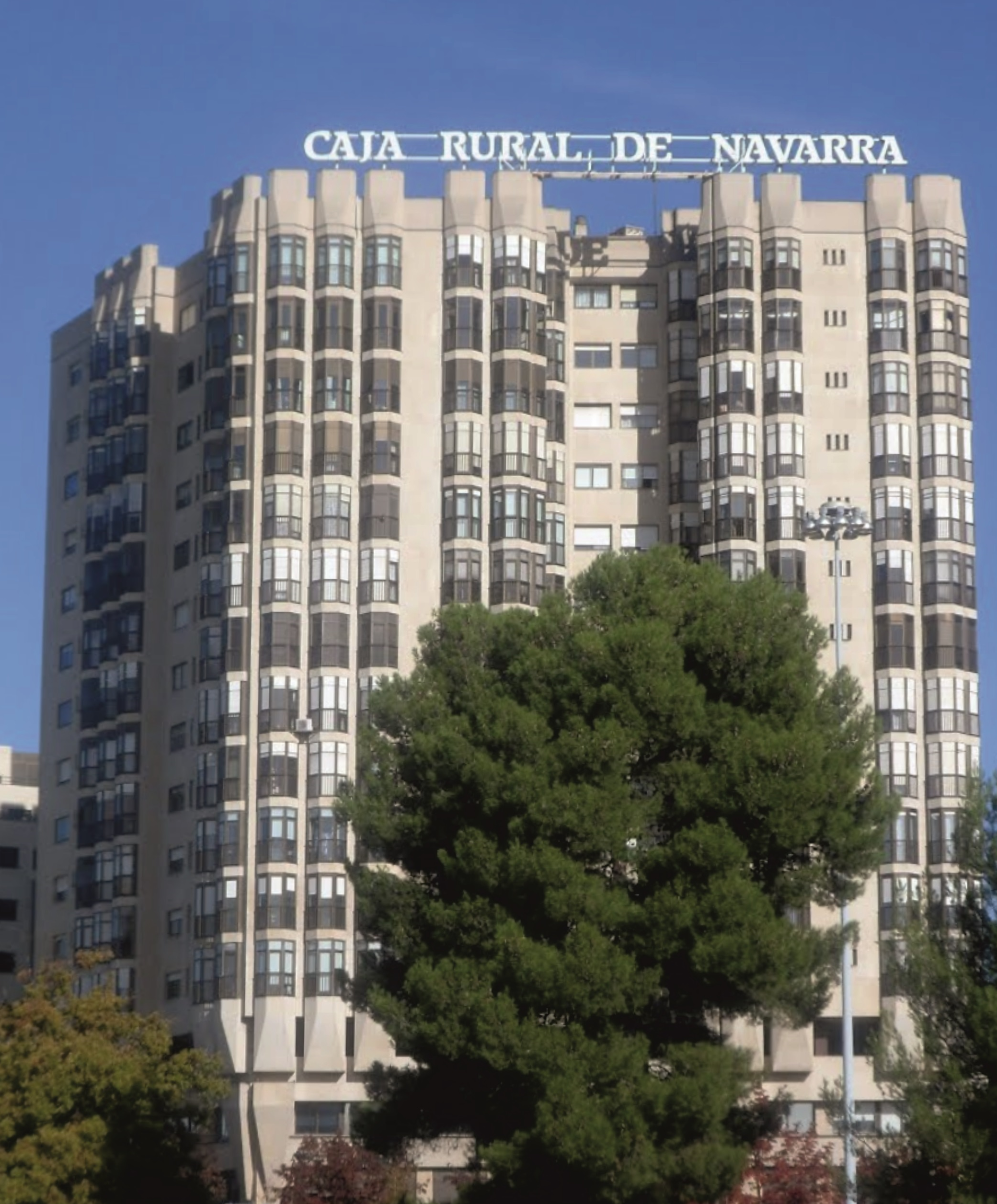

Sociedad cuyo capital está compuesto en un 88% por las Cajas del Grupo y en un 12% por el DZ Bank, grupo bancario cooperativo alemán de características similares a las del Grupo Caja Rural en España, y que aporta su know how y experiencia, dotando al Grupo Caja Rural de una dimensión internacional.
El Banco Cooperativo Español fue constituido en 1990, y su objetivo principal es contribuir a que las Cajas del Grupo alcancen una posición de mercado relevante y se beneficien de las sinergias y de las ventajas competitivas de su asociación. Para conseguir este propósito, esta entidad se segmenta en diferentes áreas especializadas, responsables de atender de forma eficiente a accionistas y clientes. Estas áreas son: Particulares, Empresas, Banca Privada, Tesorería y Mercado de Capitales, Internacional, Recursos Humanos, Organización y Jurídico y Fiscal.
Su consejo de administración está compuesto por 15 miembros, de los que 13 pertenecen al Grupo Caja Rural.
Para la gestión y venta de Fondos de Inversión propios, el Grupo Caja Rural tiene su propia gestora de fondos, Gescooperativo S.G.I.I.C, SA, de cuya gestión diaria se encarga el Banco Cooperativo.
Seguros RGA
Compañía fundada en 1986 con el objetivo de proporcionar a las Cajas Rurales una amplia oferta de soluciones aseguradoras y de previsión integral para sus clientes. Su estructura accionarial se reparte entre las Entidades del Grupo Caja Rural y cuenta en el Consejo de Administración con un representante de la sociedad R+V Allgemeine Versicherung AG, una de las mayores compañías aseguradoras de Alemania y que está igualmente vinculada con el cooperativismo de crédito de ese país.
Las compañías que conforman Seguros RGA son las siguientes:
- RGA Seguros generales rural, SA de Seguros y Reaseguros.

- RGA Rural vida, S.A. de Seguros y Reaseguros.

- RGA Rural pensiones, S.A. Entidad Gestora de Fondos de Pensiones.

- RGA Mediación, Operador de Banca-Seguros Vinculado, S.A.

- RGA Grupo asegurador, Agrupación de Interés Económico.

Sus Consejos de Administración están conformados por 15 miembros, de los que 11 pertenecen a Entidades del Grupo Caja Rural.
- Rural Servicios Informáticos S.L. (RSI)

RSI nació en 1986 como la empresa responsable de la definición e implantación de la estrategia común en todo lo concerniente al tratamiento automatizado de la información del Grupo Caja Rural. Es una empresa de Tecnología de la Información bancaria que diseña, desarrolla y gestiona soluciones y servicios para las Entidades Financieras del Grupo Caja Rural, y en la actualidad también para otros clientes.
Su Consejo de Administración está compuesto por 12 miembros representantes en su totalidad de las Cajas del Grupo Caja Rural.
En el ámbito de esta empresa existen otras dos empresas cuya actividad está muy vinculada a RSI.
- Nessa Global Banking Solutions

Sociedad creada en 2011 a través de la cual RSI tiene presencia en los mercados internacionales en su actividad con empresas ajenas al Grupo Caja Rural. A través de Nessa, RSI está presente actualmente en cuatro continentes: Asia, América, África y Europa.
- Docalia S.L.

Sociedad creada en 2003 como escisión del Área de Servicios Posproducción de RSI. Esta empresa es en la actualidad una referencia a nivel nacional en el servicio integral de gestión y personalización de documentos, cheques y tarjetas financieras.
Al finalizar el año 2016 el Grupo contaba con 2350 oficinas y 8317 empleados de las cajas asociadas con las que el Grupo tiene presencia por gran parte del territorio nacional.

## Responsabilidad social empresarial
Según lo indican sus estatutos, la caja revierte cada año a la sociedad a través de su Obra Social el 10% de sus beneficios. Esto ha supuesto que la Caja haya destinado a este Fondo 23 millones de euros en los últimos cinco años, de los que 9,4 millones corresponden al año 2017.
La caja es evaluada por entidades especializadas en este ámbito como Sustainalytics. Y también ha realizado emisiones de bonos sostenibles con un alto grado de aceptación en el mercado monetario nacional e internacional.
Anualmente publica un informe de sostenibilidad de su cartera crediticia y ha anunciado la próxima publicación de su primera memoria anual de Responsabilidad Social Empresaria.